# ولاية نغاتبانغ

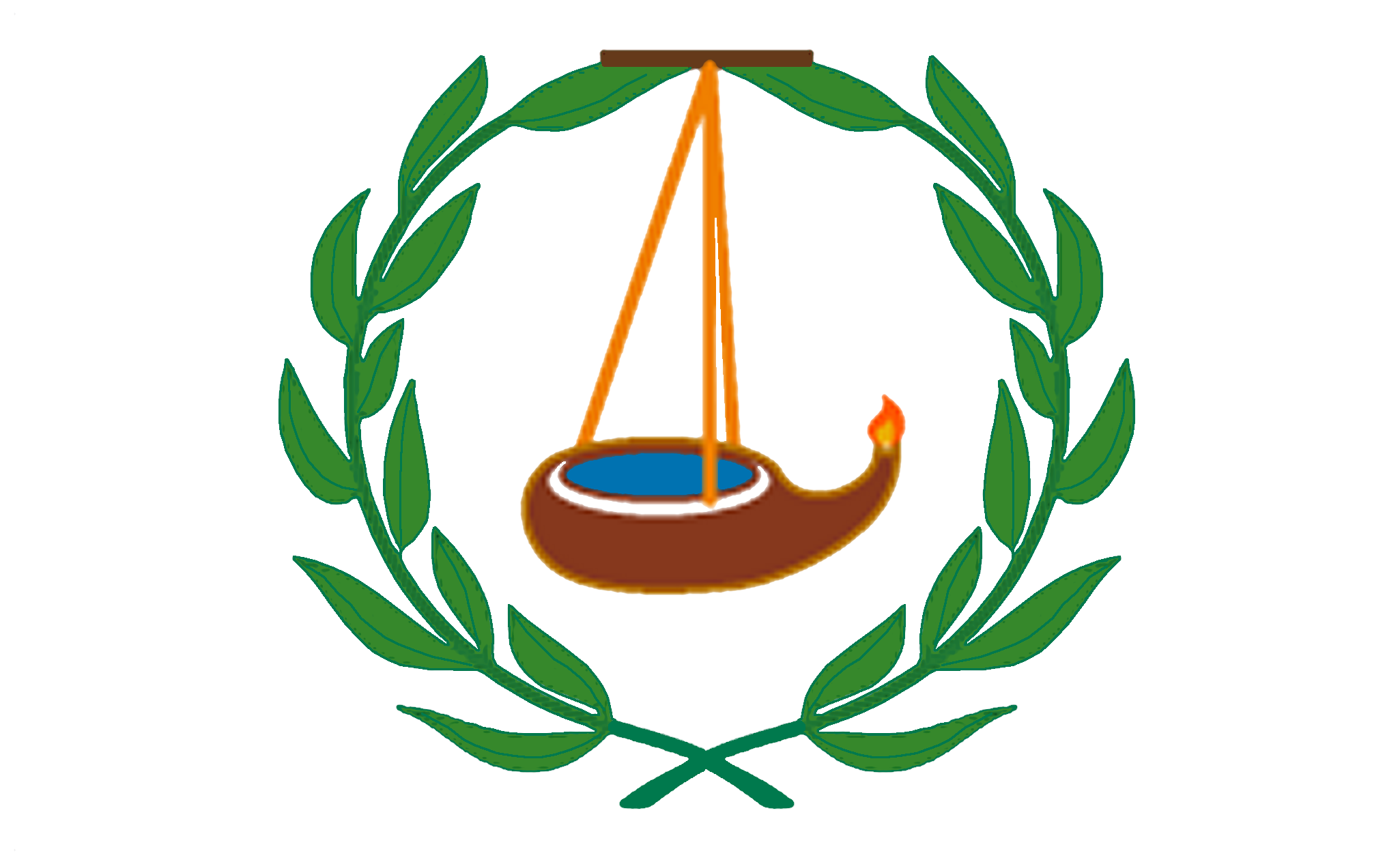
علم منطقة نغاتبانغ

نغاتبانغ (بالأنكليزية:Ngatpang) هي واحدة من ستة عشر ولاية في جمهورية بالاو. مساحتها حوالي 47 كيلومتراً مربعاً تقع في غرب جزيرة بالاو - بابلداوب، التي تقع في قبالة نغاريمدو باي. عاصمة الولاية هي أويكول. ويبلغ عدد سكانها من 464 نسمة، مما يجعلها خامس أكبر ولاية في بالاو من حيث عدد السكان.